# Liljevalchs konsthall

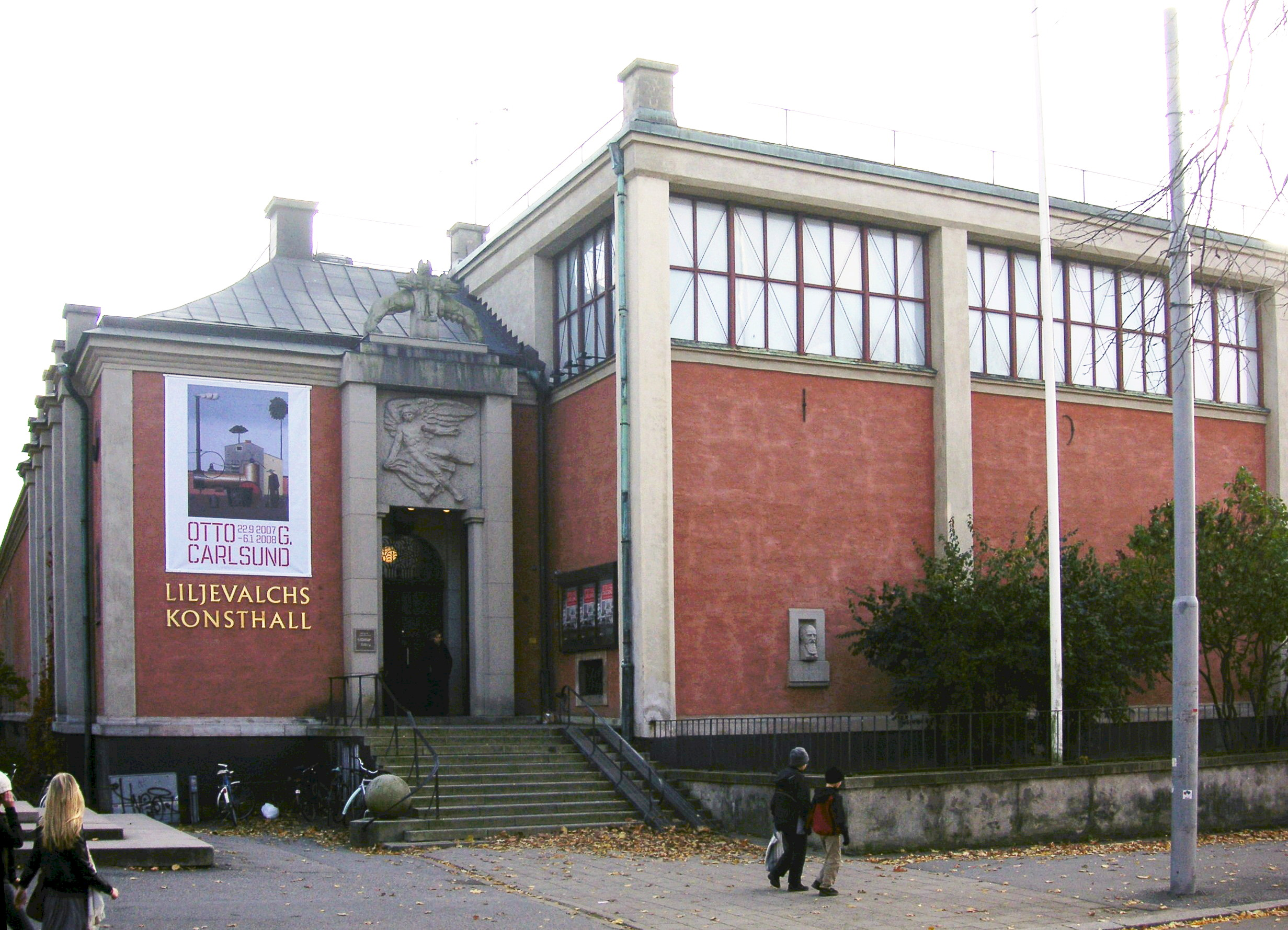
Liljevalchs konsthalls entré från Djurgårdsvägen, 2007.

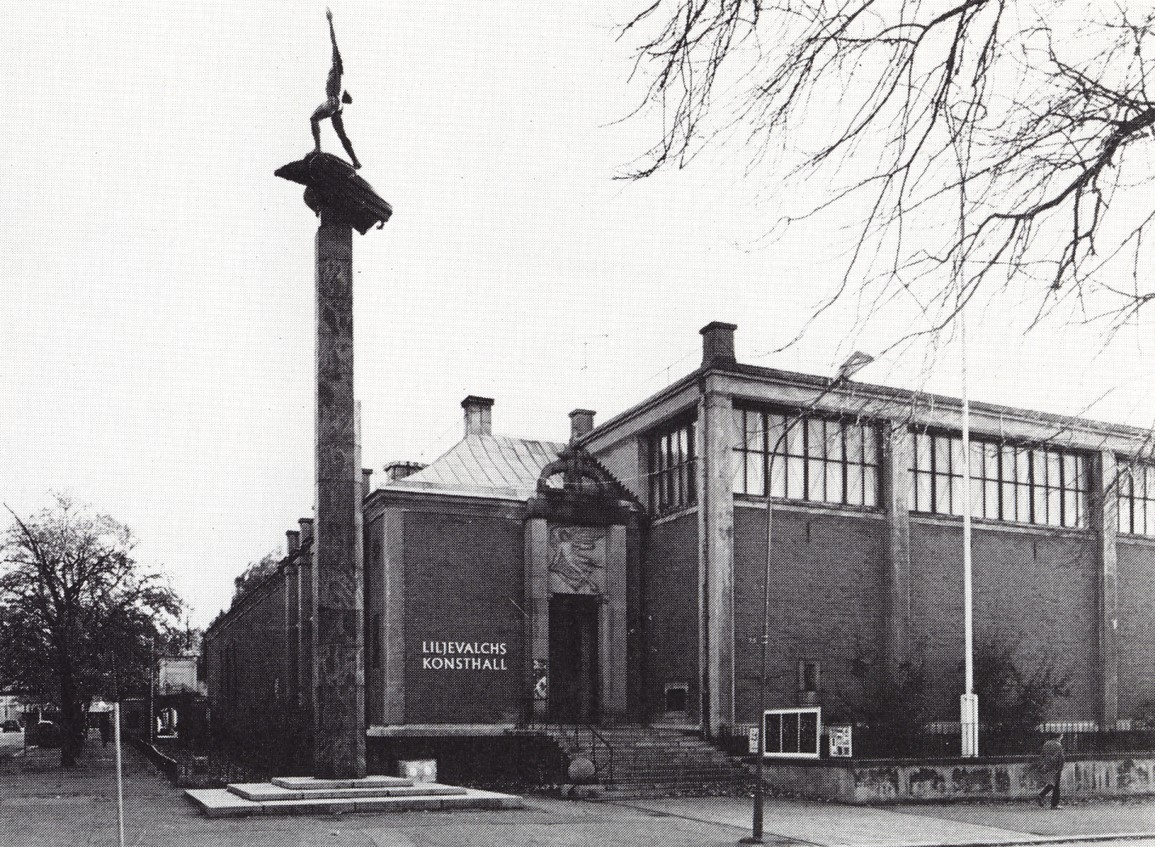
Liljevalchs konsthall 1950.

Liljevalchs konsthall (uttal [²lɪl:jɛˌvalks]) ligger i kvarteret Konsthallen vid Djurgårdsvägen 60 på Södra Djurgården i Stockholm. Konsthallen invigdes år 1916 med syfte att göra konst mera lättillgänglig för alla. Huvudfokus har hela tiden varit modern och samtida konst, men även konsthantverk, design och liknande har visats, exempelvis i Hemutställningen 1917 och Standard 1934. 
Byggnaden uppfördes 1913-1916 efter ritningar av arkitekt Carl Bergsten och räknas enligt  arkitekturhistorikern Fredrik Bedoire till den moderna arkitekturens genombrottsverk i Sverige. Sedan år 1974 tillhör konsthallen Stockholms stad. Byggnaden är blåklassad av Stadsmuseet i Stockholm vilket innebär "att bebyggelsen bedöms ha synnerligen höga kulturhistoriska värden". En större tillbyggnad under namnet Liljevalchs+ invigdes den 12 augusti 2021.

## Bakgrund och tävlingen

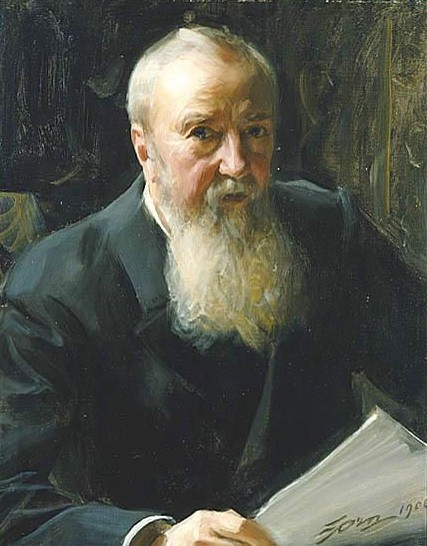
C. F. Liljevalch d.y.

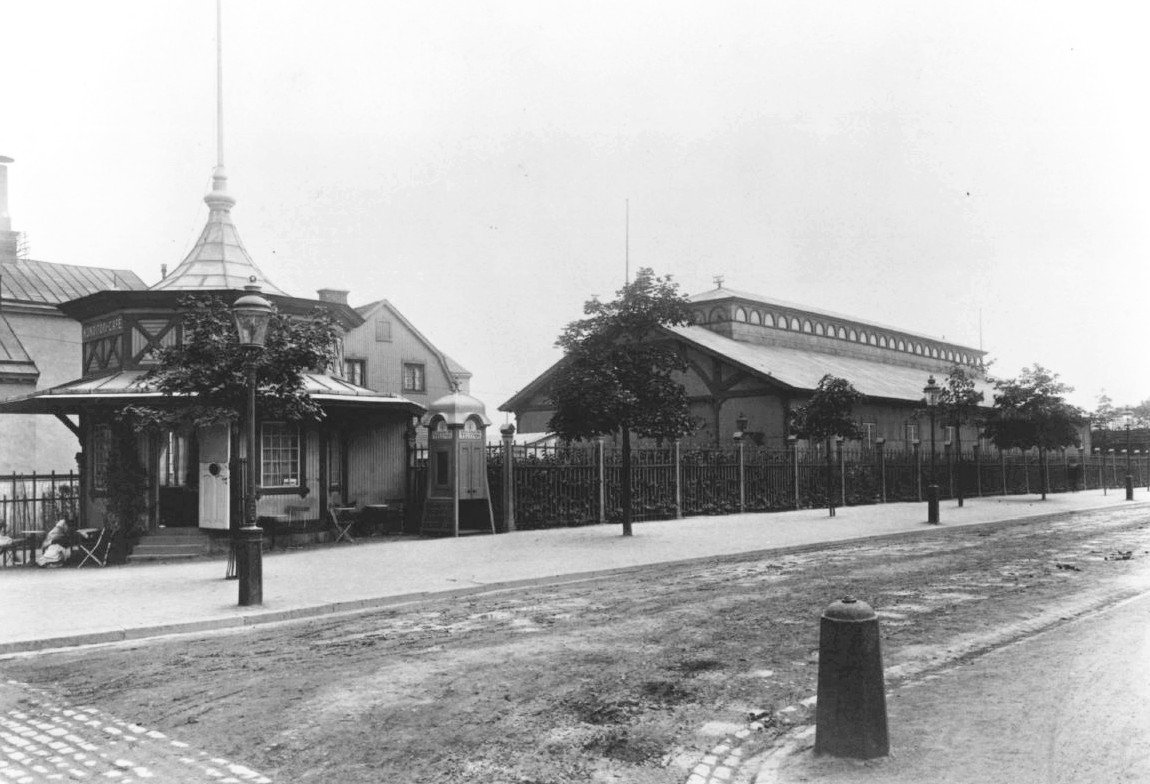
Kvarterets bebyggelse 1913.

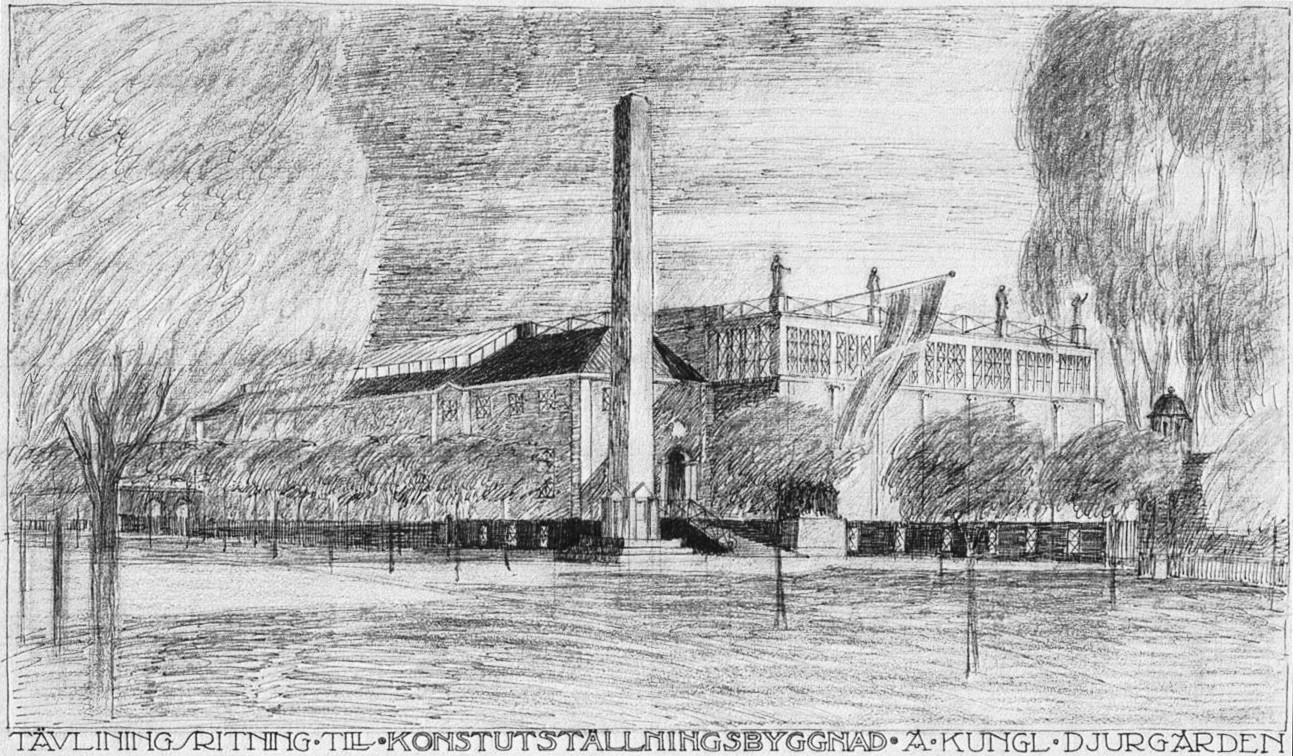
Carl Bergstens tävlingsbidrag, perspektivskiss, 1913.

Konsthallen finansierades med arvet från industrimannen Carl Fredrik Liljevalch, d.y.. De som utredde arvet beslöt att en konsthall för allmänheten torde gillats av Liljevalch, eftersom han även var mecenat, ägnade sig åt välgörenhet och finansierade museer. En stiftelse bildades för att leda konsthallen. En kommitté under ledning av prins Eugen lyckades få en tomt som ägdes av Stockholms stad, i dåvarande kvarteret Fyrkanten (nuvarande fastigheten Konsthallen 1) på Djurgården. Staden tillhandahöll marken gratis under förutsättning att den färdiga konsthallen tillföll staden. Kostnaden för hela bygget fick inte överstiga 300 000 kronor, exklusive grundläggningen som beräknades till 100 000 kronor.
En arkitekttävling utlystes år 1913 och tävlingsjuryn fick in 32 förslag. Juryn bestod av bland andra prins Eugen, häradshövdingen Emil Kinander, konstnären Karl Nordström, skulptören Christian Eriksson och arkitekterna Carl Westman och Gustaf Wickman. Första priset delades mellan arkitekterna Carl Bergsten och Cyrillus Johansson. Uppdraget gick dock till Bergsten, på grund av att hans förslag var billigare att genomföra och att juryn fann att hans förslag ”på ett föredömligt sätt anslöt till den traditionella bebyggelsen på Djurgården”. Bergsten skickades även av juryn till bland annat Hamburg för att studera stadens nya konsthall, Hamburger Kunsthalle, som uppfördes just då.
Innan juryn var helt nöjd fick Bergsten rita om fasaderna, planlösningar och takkonstruktionen. I tävlingsförslaget var byggnadens fasader ljusgröna, det ändrades senare till ljusröd kulör med detaljer i vit terrasitputs. Av Bergstens perspektivskiss från tävlingen framgår att han hade tänkt sig en obelisk som ett sorts utropstecken framför huset. Obelisken var egentligen en konstnärligt utformad skorsten som dock togs bort på brist av pengar. Istället blev det Carl Milles skulptur Bågskytten på en 12 meter hög granitkolonn som restes utanför konsthallen i maj 1919. Byggstart var i juni 1914 och i slutet av januari 1916 hölls slutbesiktningen.
Den första utställningen i samband med invigningen i mars år 1916 visade verk av Carl Larsson, Anders Zorn och Bruno Liljefors. Till skillnad från Nationalmuseum visade Liljevalchs främst samtida konst. Den nya konsthallen var en seger för Konstnärsförbundet, som samlade konstnärer vars uttryck stod i kontrast till klassisk konst. Förbundet arbetade för att erhålla fler utställningslokaler så att flera konstnärer skulle kunna ställa ut. Innan den nya konsthallen fanns, hade Konstnärsförbundet varit hänvisat till att visa medlemmarnas konst i tillfälliga baracker och mörka kyffen spridda runt om i staden.

## Byggnad

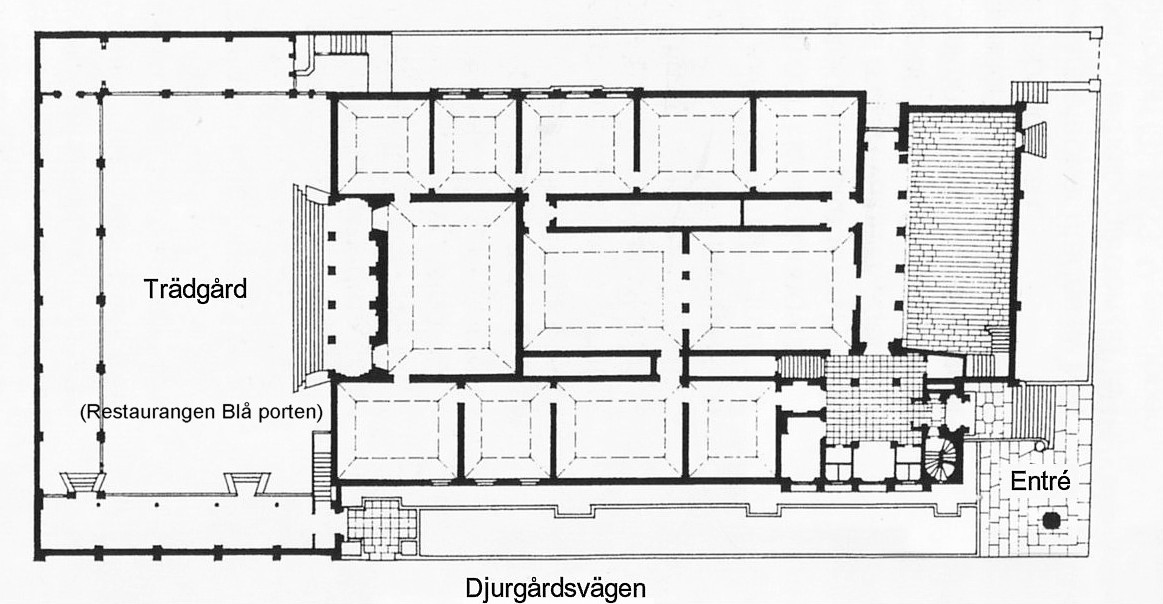
Planritning, bottenvåning

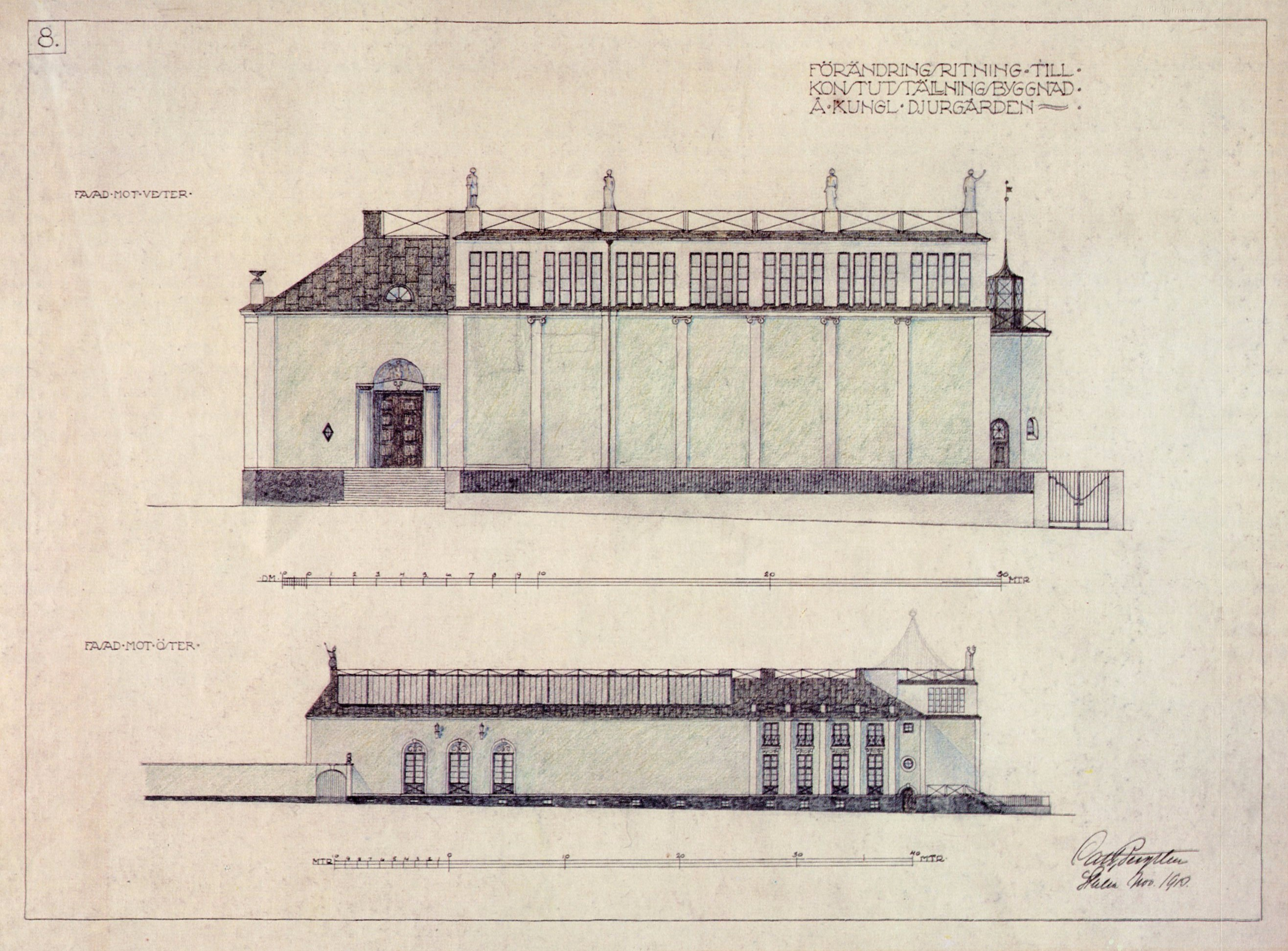
Carl Bergstens fasadritningar

Liljevalchs konsthall är inspirerad av samtida tysk galleriteknik, antika sydeuropeiska palats och villor samt 1900-talets nya byggnadsteknik med armerad betong. Inslag av glas och metall samt detaljer av trä ger byggnaden dess karaktär. Den strama inredningen och byggnadens smäckra, moderna konstruktion av armerad betong gör att konsthallen är en representant för stilriktningen swedish grace i övergången från nationalromantiken till tjugotalsklassicism. Byggnadens konstnärliga utsmyckningar utgörs främst av en byst i granit av Liljevalch (av Christian Eriksson), en portalrelief och skulpturen Cerberus (av Carl Milles) ovanför portalen, samt statyn Bågskytten (av Milles) framför portalen. 
På entréplanet finns ungefär 13 salar som används till utställningar (och en museibutik). I källarplanet ligger utställningslokaler, garderob och annat. Det är högt i tak i synnerhet i Skulpturhallen, men även i övriga salar. Fönstren kan vid behov täckas för, så att filmer och annat kan visas och för att skydda känslig konst. Det indirekta dagsljuset gör att konstverken syns bra. De flesta salar har ljus uppifrån, flera rum är till och med som atrium med glastak eller lanterniner. Somliga salar har sidoljus från fönster. Det finns alltså flera olika varianter av naturligt ljus i stor mängd i de olika salarna, vilket innebar att Liljevalchs var ett unikt galleri i synnerhet för sin tid. 
Innanför entréhallen ligger den luftiga stora utställningshallen (Skulpturhallen) som har 8,5 meters takhöjd, krönt av ett kassettak av armerad betong. Det är den största hallen. På kortväggen finns en trappa med mörkgrå trappsteg som kontrasterar mot de vita väggarna. Trappan leder upp till Vinstugan och till en mycket smal balkong (för service) som går utmed hallens väggar och är en fortsättning på trappans gråsvarta räcke. Vinstugan var förr en servering, men den används ej offentligt nuförtiden. I nivå med balkongen finns hallens fönster, ett band av fönster som når ända upp till taket och går runt nästan hela hallen.
Skulpturhallens väggar utgörs högst upp, nedanför taket, nästan enbart av fönster vilka ger bra dagsljus. Vid södra väggen finns en arkad av gråa åttkantiga betongpelare. Bakom arkaden finns övriga salar, till exempel de två salarna i byggnadens mitt; de är nästan som en sal, endast åtskilda av ett stort valv, även det har två betongpelare. Dessa salar är omgivna av övriga salar, till exempel i söder. Där ligger den näst största hallen. Den har även stora glasytor och glasdörrar som genom en luftig portik ger utsikt över den kringbyggda blomstrande trädgården i söder. På andra sidan trädgården ligger serveringen Blå porten. Man kan äta där och i trädgården. Serveringen och trädgården har även en egen ingång från Djurgårdsvägen.

## Verksamhet

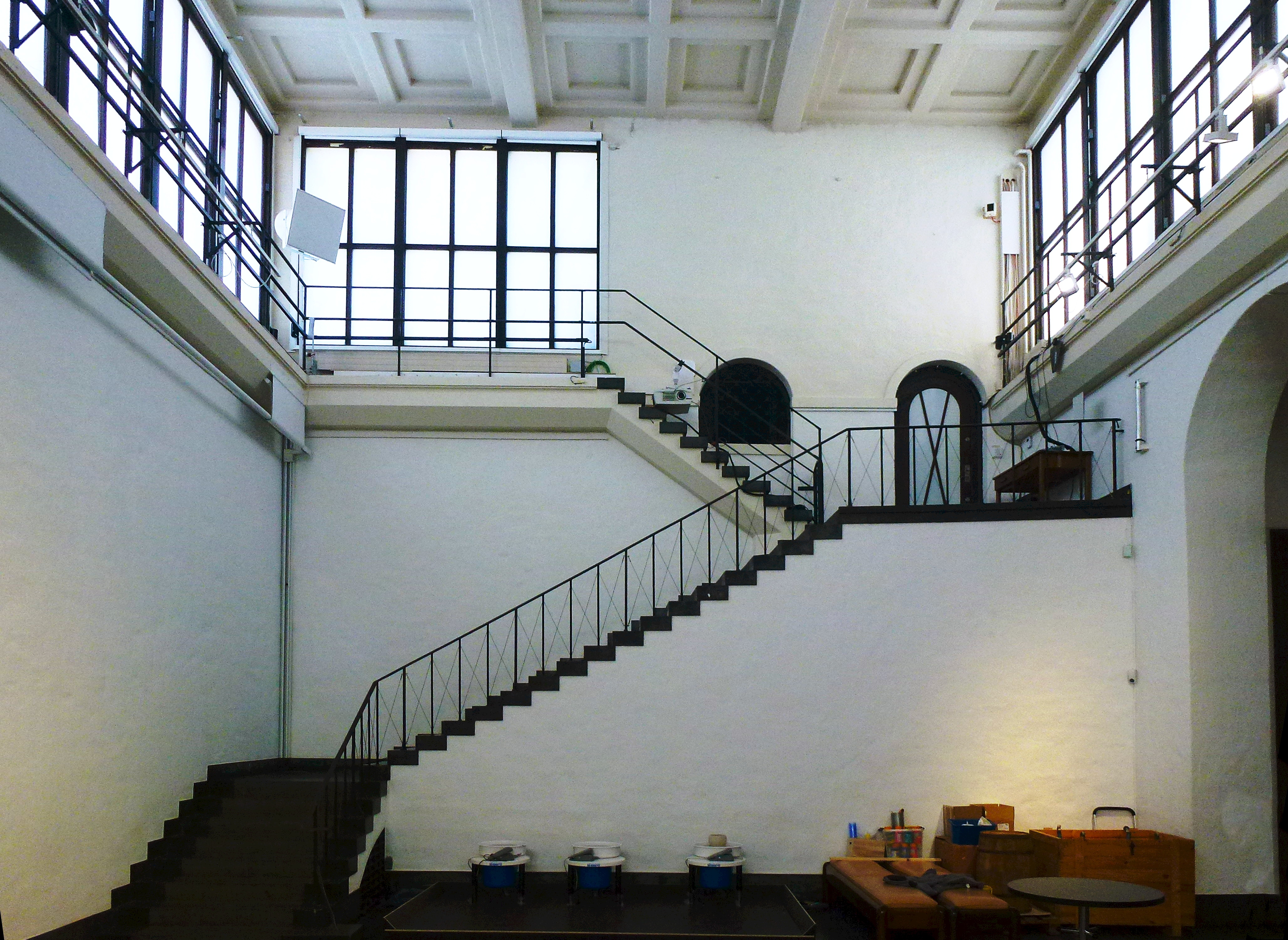
Trappan i utställningshallen.

Konst, skulptur, installationer, men även hantverk visas i flera utställningar om året; främst samtida verk. Sedan invigningen år 1916 har flera olika utställningar hållits så gott som varje år. En tidig, uppmärksammad utställning var Hemutställningen 1917 som arrangerades av Svenska Slöjdföreningen (numera Svensk Form).
Svenska, men även utländska verk brukar utställas. Liljevalchs har sedan starten mestadels uttagit entréavgift av konsthallens besökare. Sedan år 1921 hålls årligen den så kallade Vårsalongen, som ofta utgjorts av verk från allmänheten eller icke kända konstnärer. Verken väljs ut av en jury. Vårsalongen är en populär möjlighet för allmänheten och okända konstnärer att visa och sälja sina verk. Enligt Liljevalchs visar konsthallen konst "som syns och blir sedd". Liljevalchs skriver:
| ” | Liljevalchs vårsalong är Stockholms säkraste vårtecken. Att komma med eller inte komma med, är frågan för både väl etablerade och oetablerade konstnärer. Och så har det varit sedan den 21 april 1921 då den allra första salongen öppnades. Under de senaste åren har Vårsalongens inriktning finjusterats och kravet på kvalitet skruvats upp. Återigen är den ett utställningsforum att räkna med, ett kaxigt arrangemang som visar andra konstnärskap än de som vanligtvis ingår i institutionernas och gallerivärldens medvetande. | „ |

### Lista över chefer
- 1916–1939 Sven Strindberg
- 1939–1949 Hans Wåhlin
- 1950–1969 Folke Holmér
- 1969–1973 Gösta Lilja
- 1974–1990 Bo Särnstedt
- 1991–1999 Folke Lalander
- 1999–2007 Bo Nilsson
- 2008– Mårten Castenfors
- 2023– Joanna Sandell Wright (utnämnd i december 2022)

## Bilder

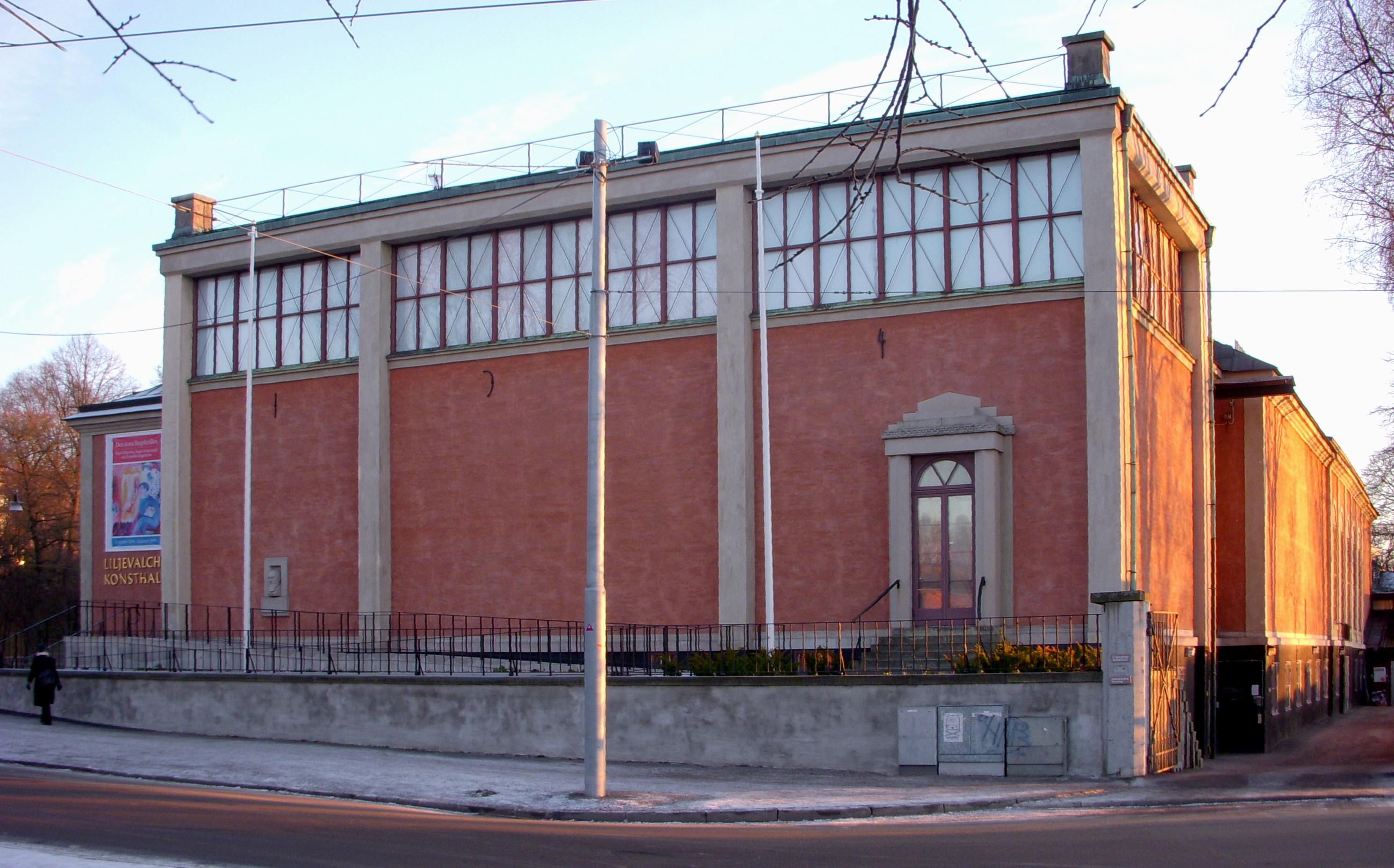
Fasad mot norr (Alkärret)
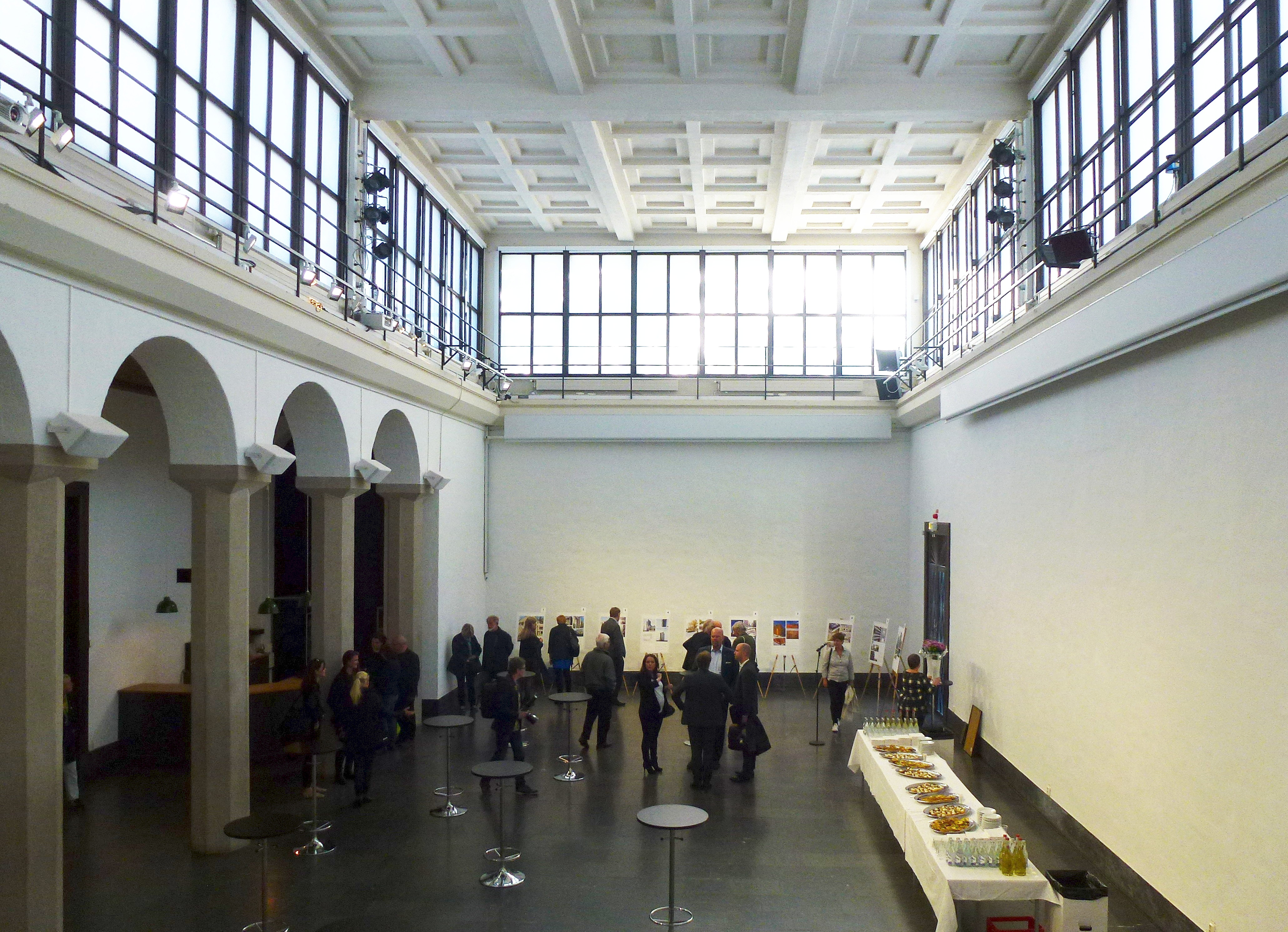
Stora hallen vid prisutdelning av Årets Stockholmsbyggnad 2015
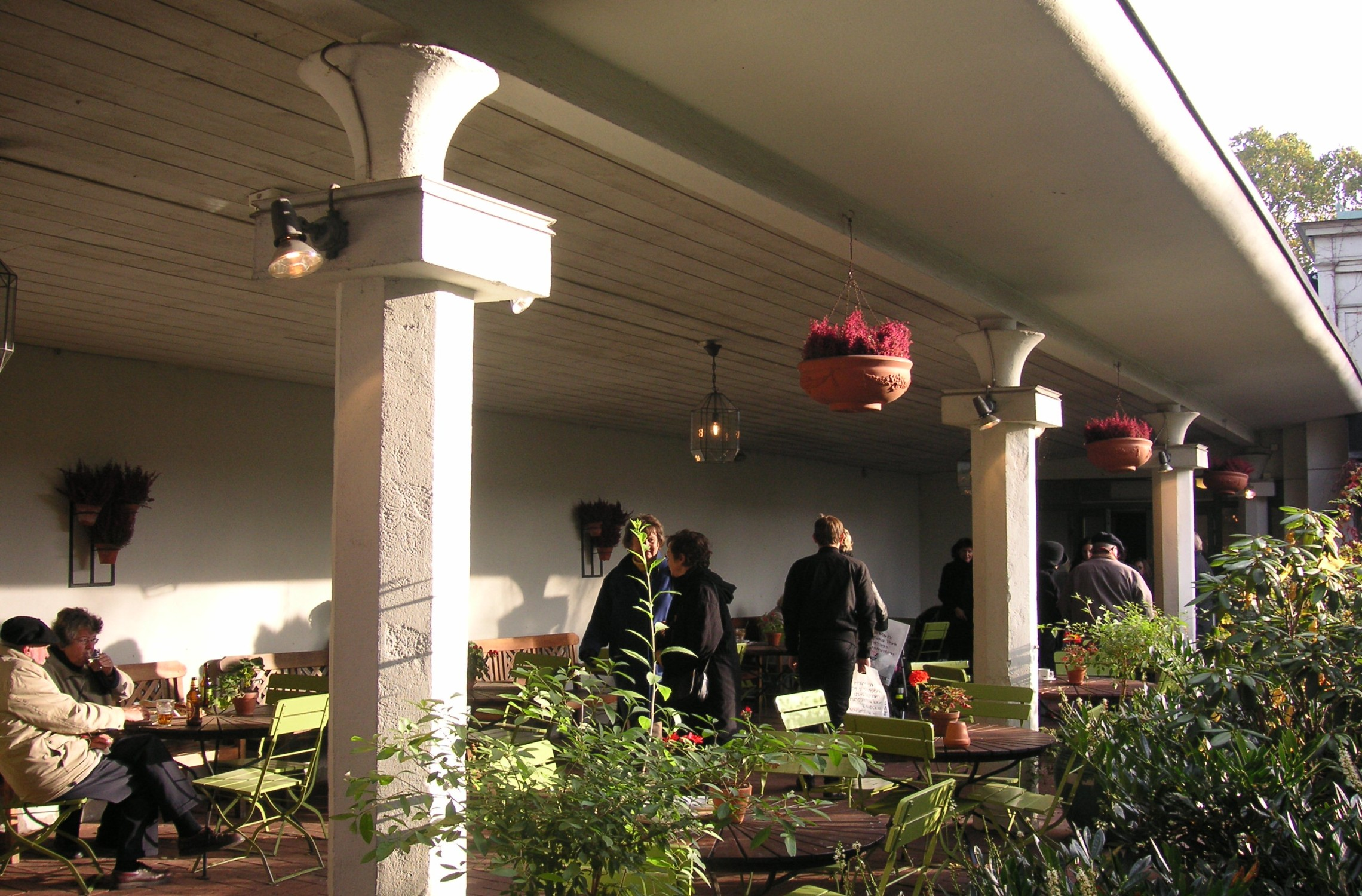
Restaurangen Blå porten, arkaderna
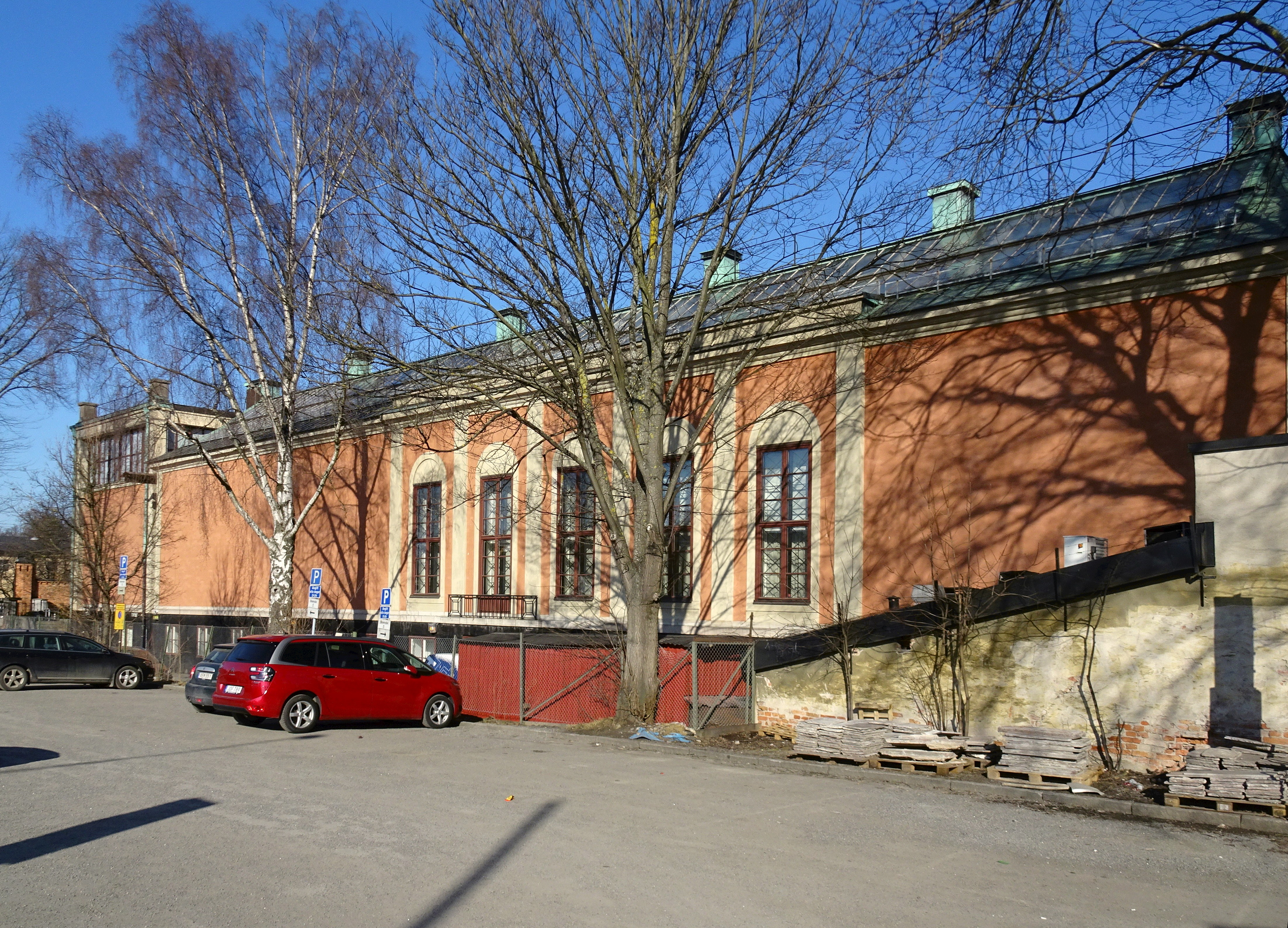
Fasad mot väster (Falkenbergsgatan), 2016

## Liljevalchs+

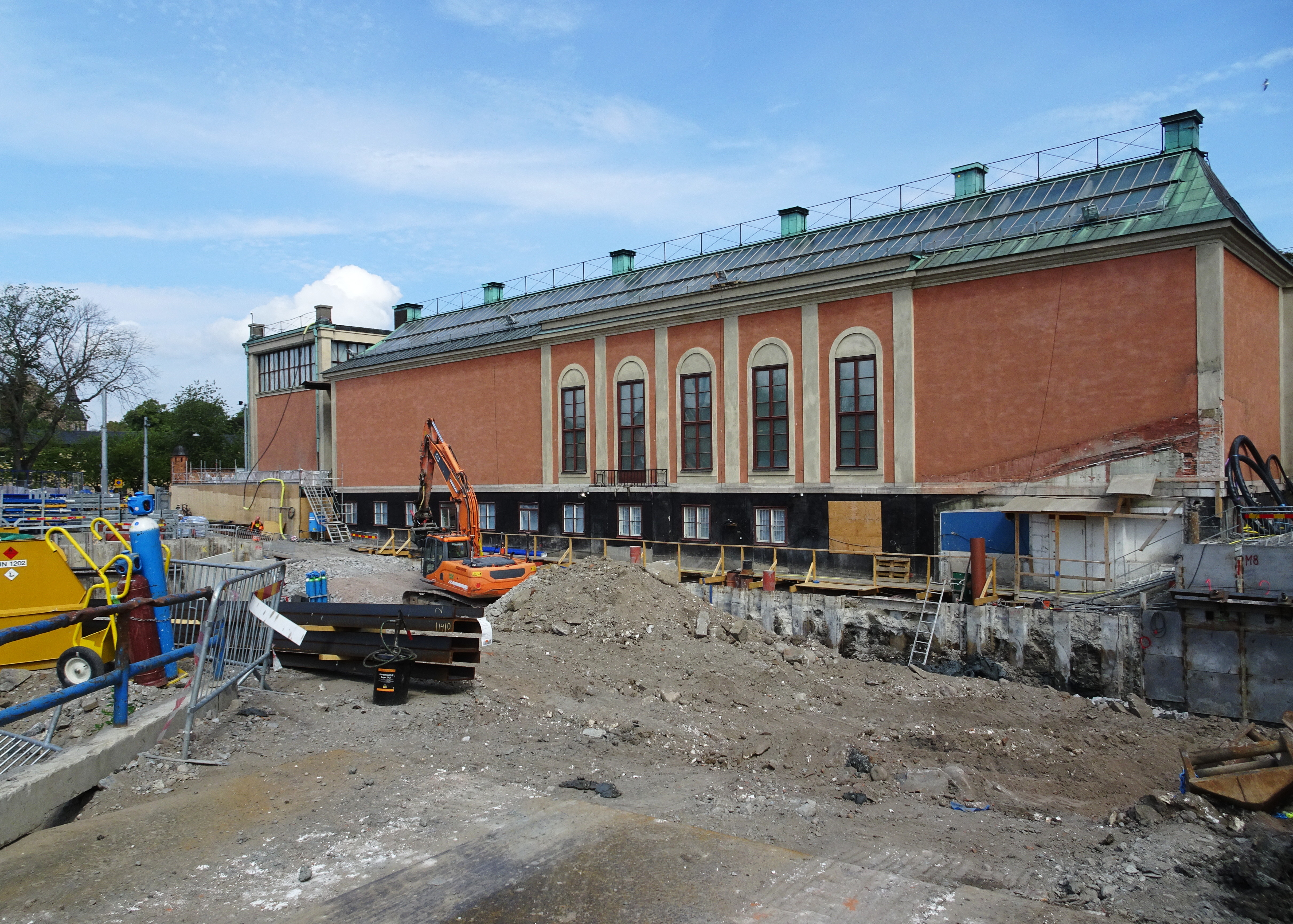
Byggarbeten i juli 2018.

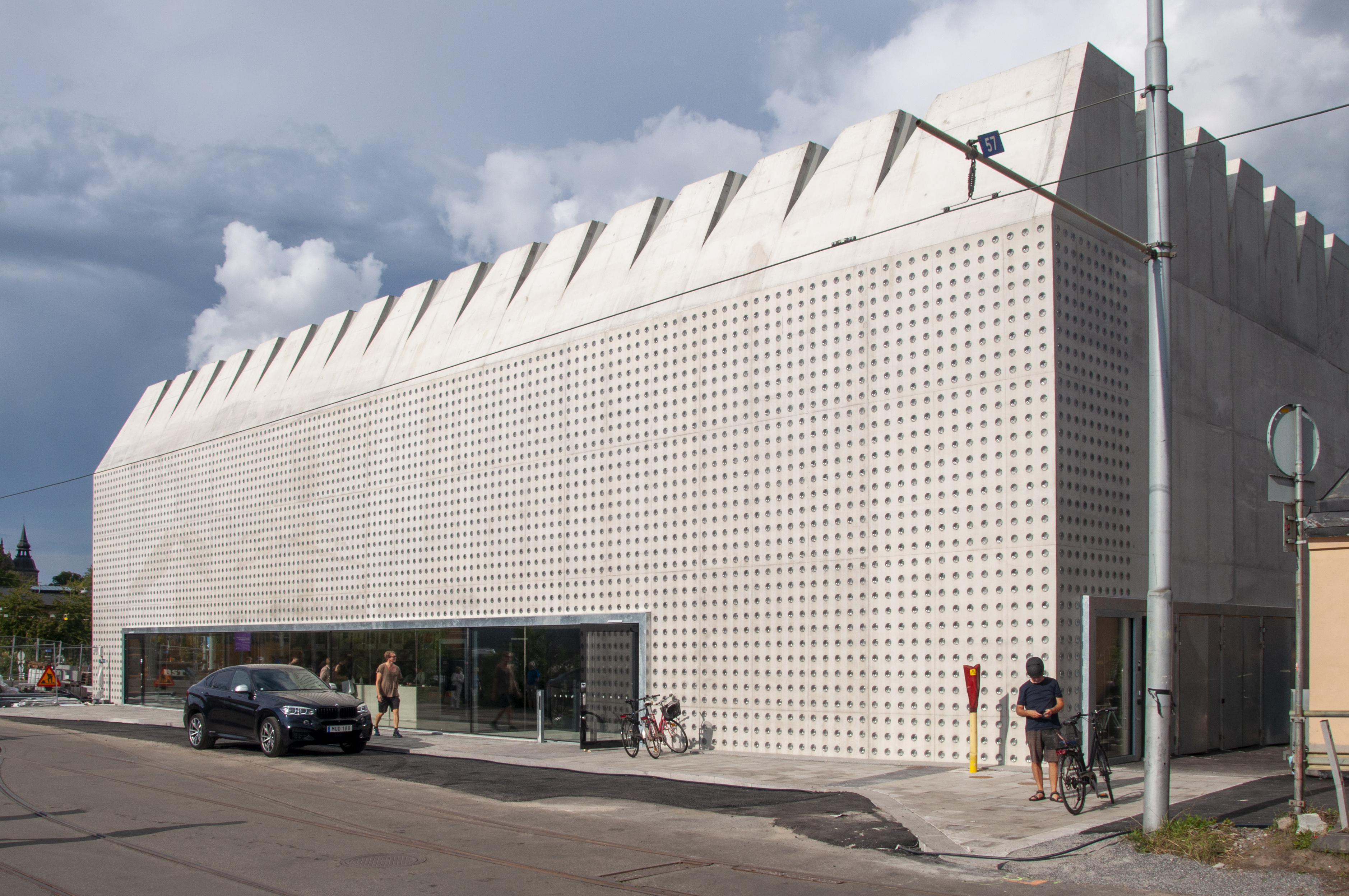
Liljevalchs+, invigningsdagen 12 augusti 2021, fasad mot sydväst.

Under 2013 genomfördes en tävling om förslag till tillbyggnad mellan fem arkitektbyråer: Lundgaard & Tranberg från Danmark, Snøhetta från Norge, Petra Gipp Arkitektur och Wingårdh Arkitektkontor från Sverige samt Kengo Kuma & Associates från Japan.
Tävlingen vanns av Wingårdh Arkitektkontor, under medverkan av konstnären Ingegerd Råman, med förslaget Liten som omfattade en trevåningars byggnad i betong med en utställningsyta på omkring 2 400 kvadratmeter. Tillbyggnaden omvandlade en tidigare parkeringsplats genom en byggnad i "respektfull volym, som samspelar med Carl Bergstens befintliga konsthall". Projektet inkluderade ett café och en ny entré mot Falkenbergsgatan. 
Byggarbetena började under hösten 2017. Bygget försenades på grund av arkeologiska fynd, mögel och svamp som hittades i restaurang Blå Portens tak samt en grundförstärkning med pålning av lermarken som byggnaden står på. I samband med schaktarbetena 2018 hittades ett flera hundra år gammalt skeppsvrak och välbevarade träkistor. Fyndplatsen kan ha varit en båtskrotningsplats.
Tillbyggnaden har drabbats av förseningar och skenande kostnader. När inriktningsbeslutet togs av Stockholms stad år 2014 låg budgeten på 130 miljoner kronor, men slutnotan hamnade på 584 miljoner kronor.

### Arkitektur
Tillbyggnaden Liljevalchs+, som invigdes i augusti 2021, har tre utställningssalar, vilka kan delas av till mindre. Innerväggarna är klädda av vitmålad plywood, vilket underlättar utställningsverksamhetens förändringar[förklaring behövs]. Indirekt belysning sker via 166 taklanterniner som utgör ett rutnät i taket och möjliggör olika rumsindelningar och ljusinsläpp[förklaring behövs]. Från utsidan skall lanterninerna se ut som en krenelering.
Fasaderna, liksom innerväggarna, är platsgjutna i betong med 6 860 infogade ”flaskbottnar” i ofärgat glas. De formgavs av glaskonstnären Ingegerd Råman. Tävlingsjuryn framhöll att detta som ”ett lyckat samspel mellan konstnär och arkitekt” och menade vidare ”att den särpräglade lösningen lovar en glittrande och varierad färgsättning”. Liljevalchs+ har sin entré mot Falkenbergsgatan med ett sammanhängande fönsterparti, innanför vilket finns en museibutik.

### Interiörbilder från Liljevalchs+

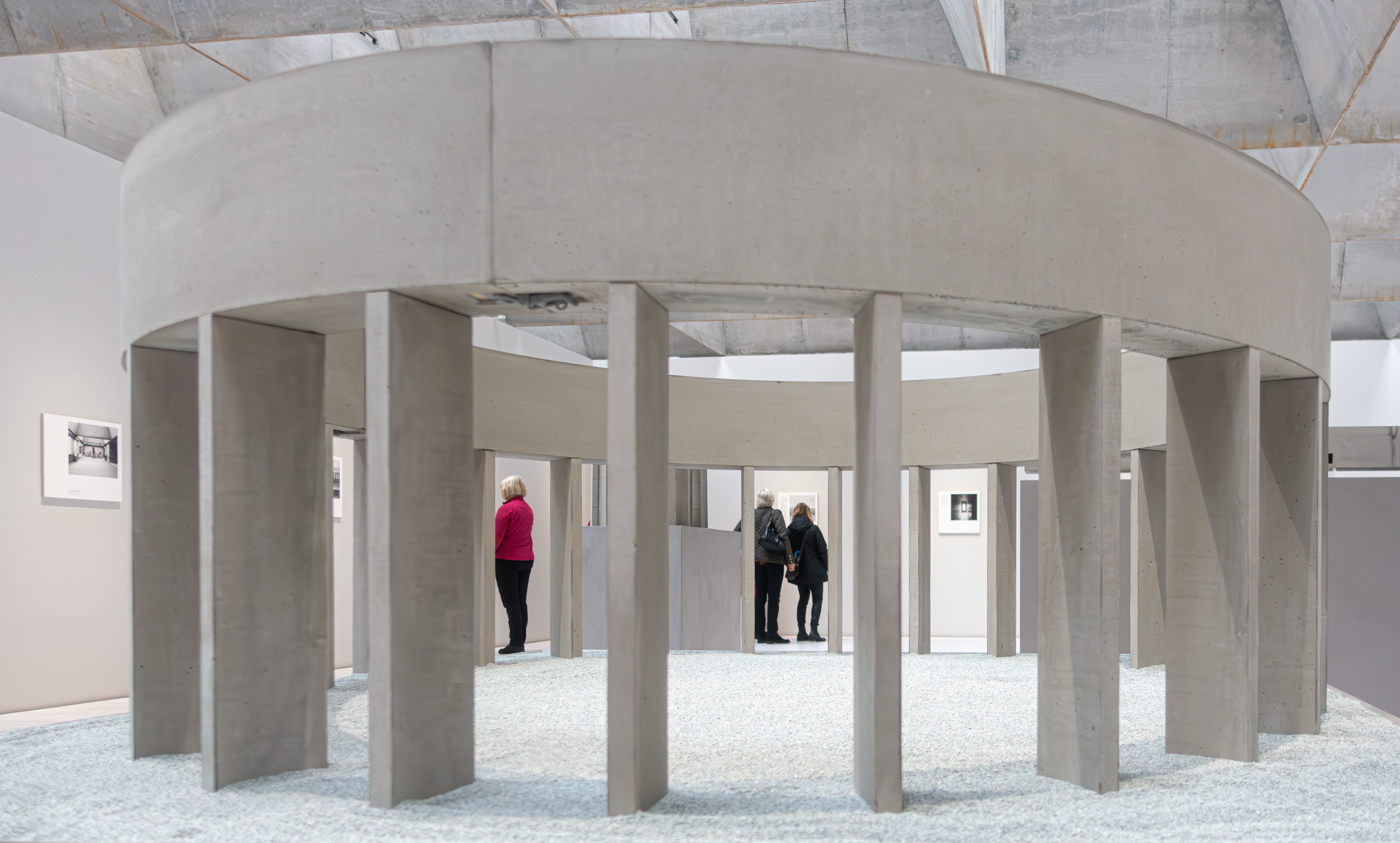
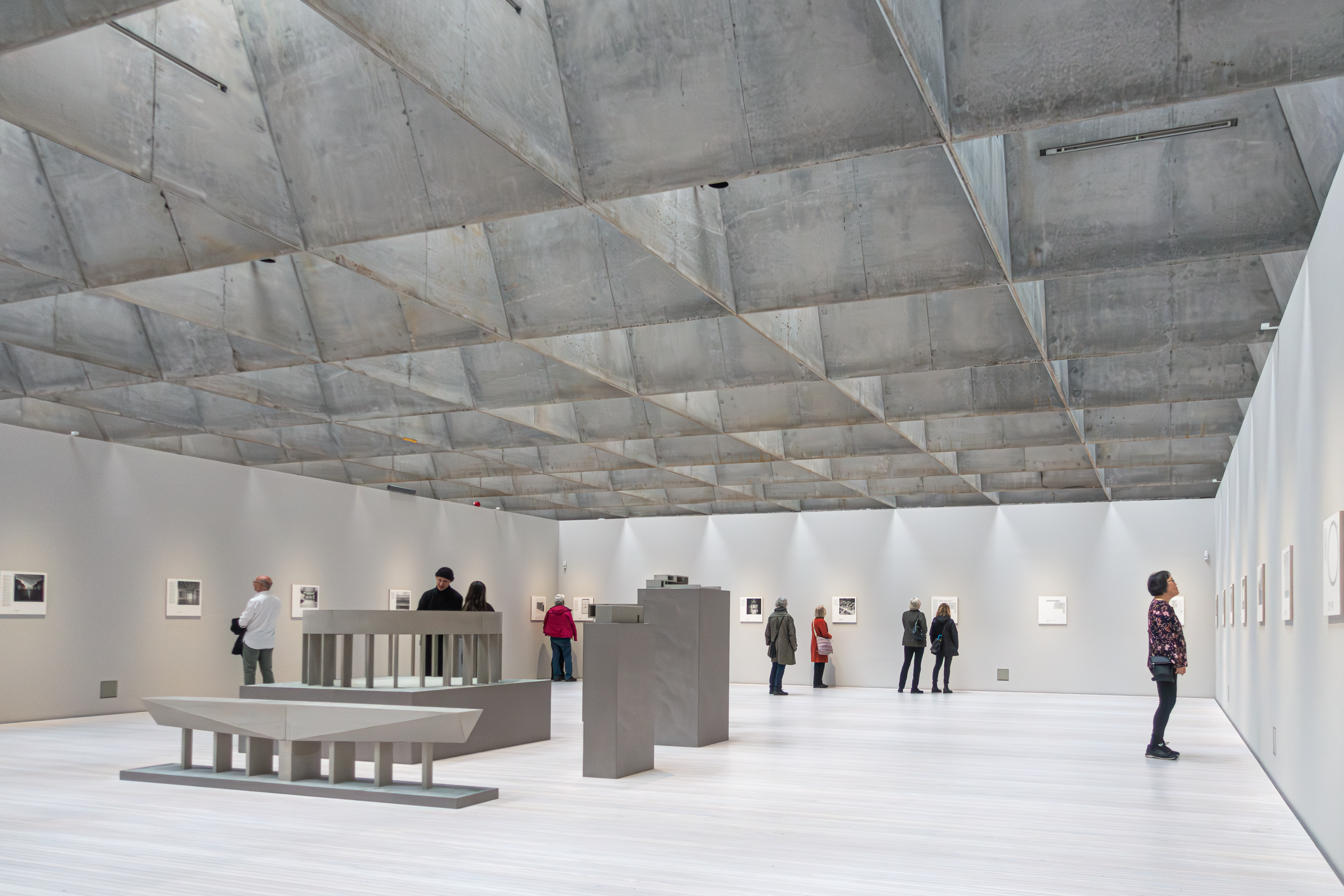
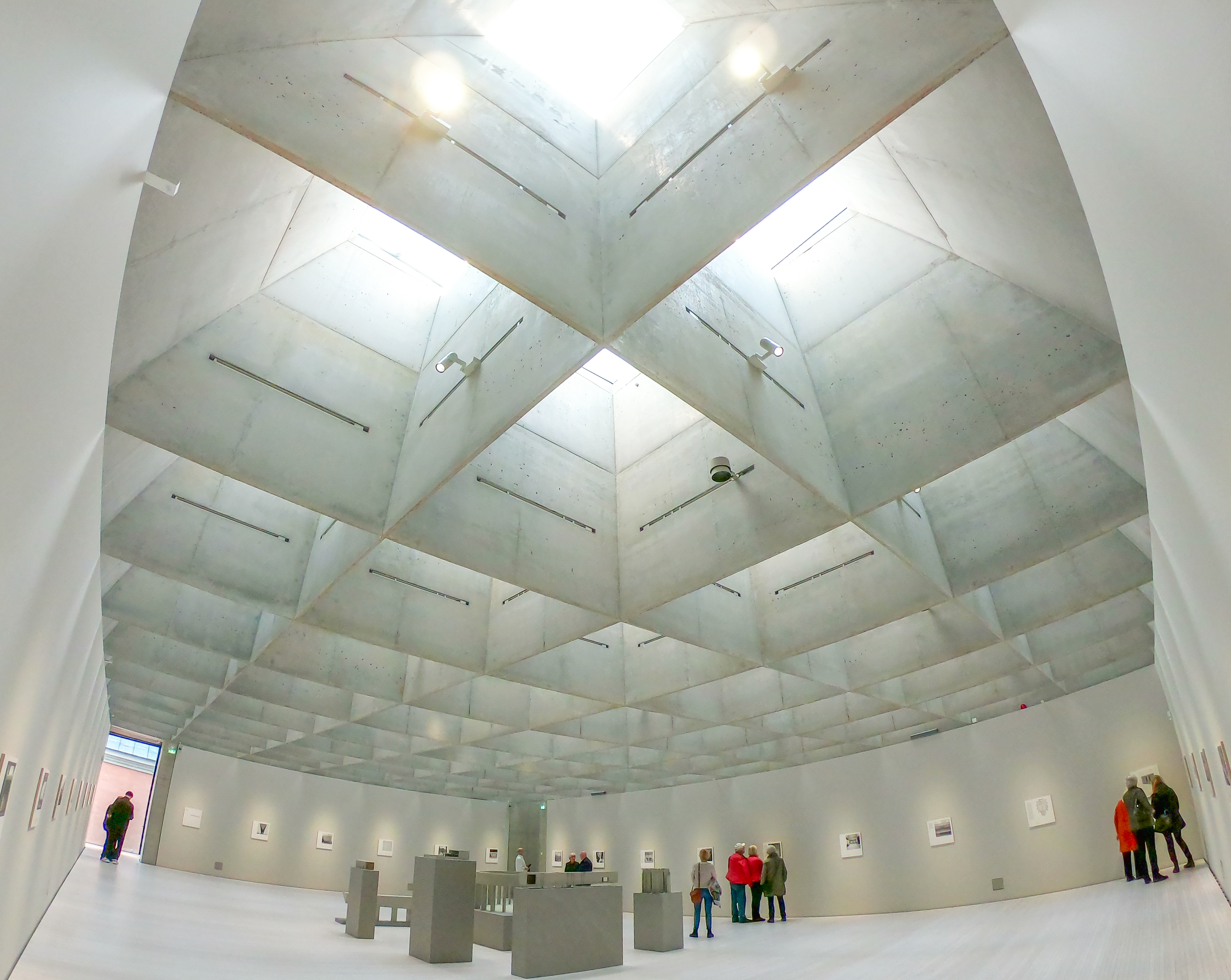

### Kritik och beröm
Den 25 mars 2021 blev tillbyggnaden utnämnd till 2020 års fulaste nybygge i Arkitekturupprorets årliga Kasper Kalkon-pris. Motiveringen löd:
| ” | Denna bunkerpastisch är en makaber betongkloss med perforerade hål som mest liknar inmurade flaskbottnar. | „ |

Arkitekten Gert Wingårdh uttalade att tillbyggnaden var hans främsta skapelse.
Liljevalchs+ nominerades till en av tio kandidater för Årets Stockholmsbyggnad 2022. Juryns kommentar löd:
| ” | Starkt exempel på arkitektur med tydligt idékapital som visar hur nytt kan samverka med det historiska utan att ta ut varandra. En på utsidan kompakt konsthall av betong, som upplevs större och lättare inuti än utanpå. Vackra utställningsrum med fin ljusföring och goda proportioner kommer bli till glädje som bakgrund för konst i många år framåt. | „ |

### Byggnadsdetaljer

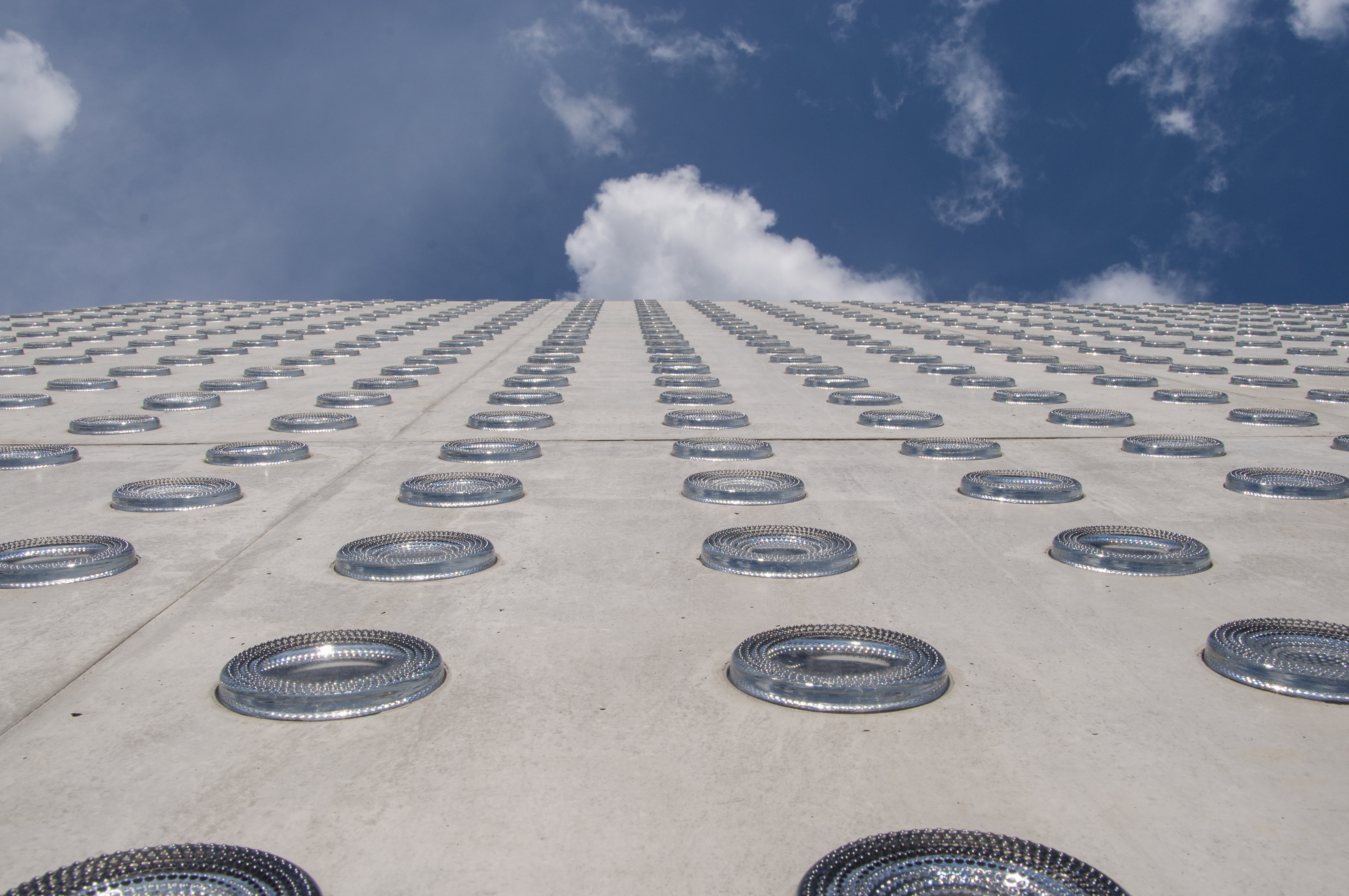
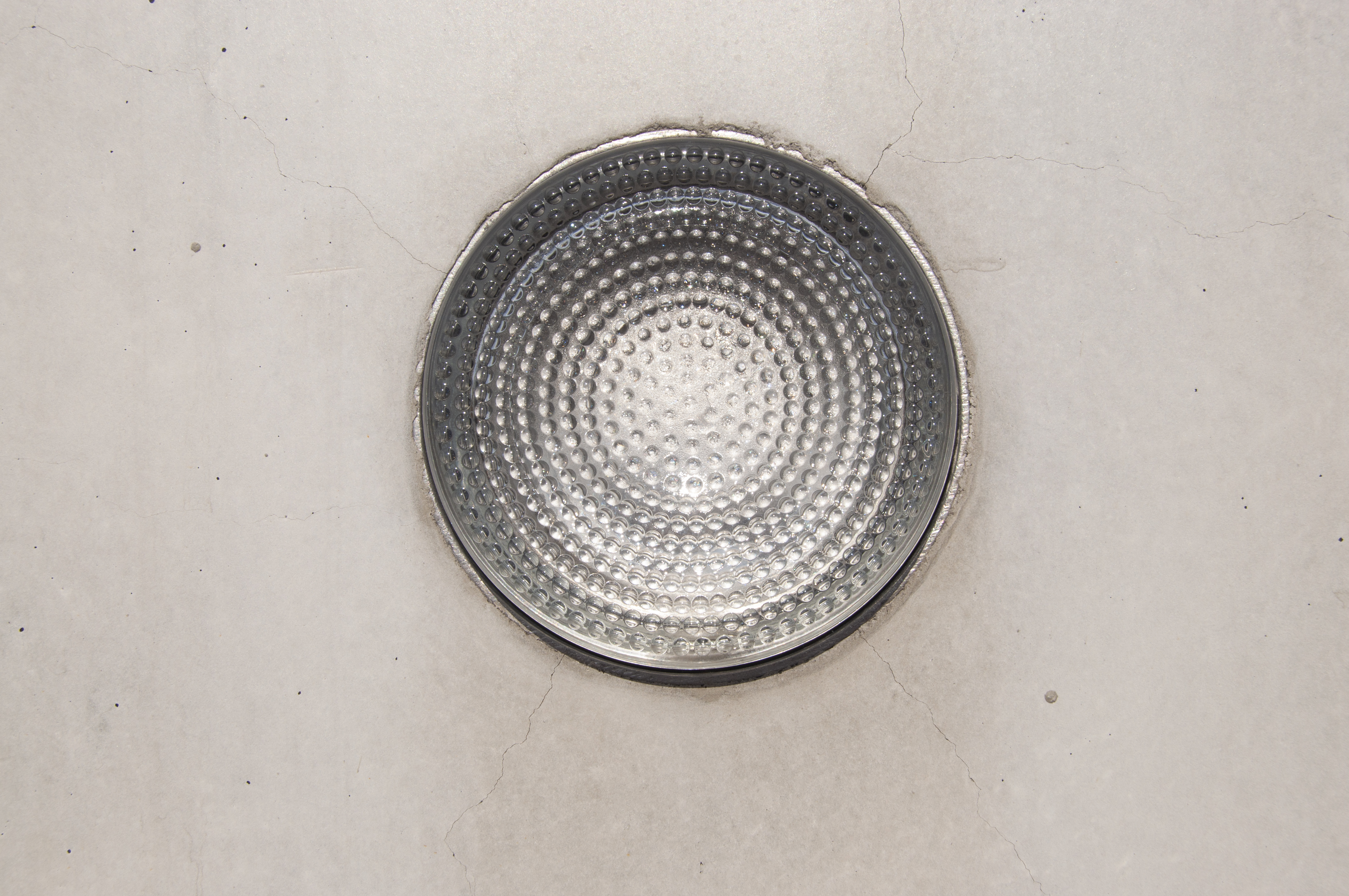
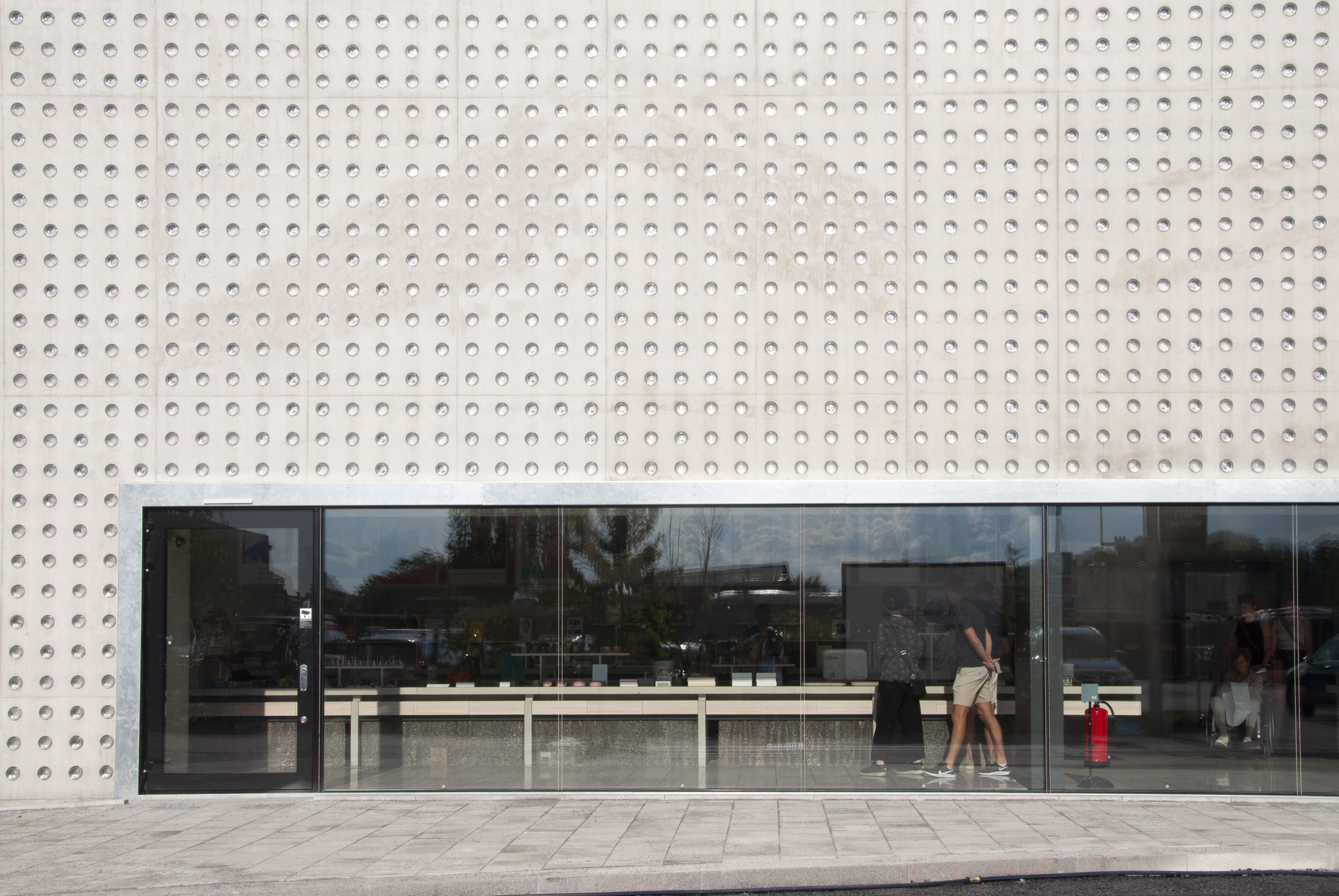
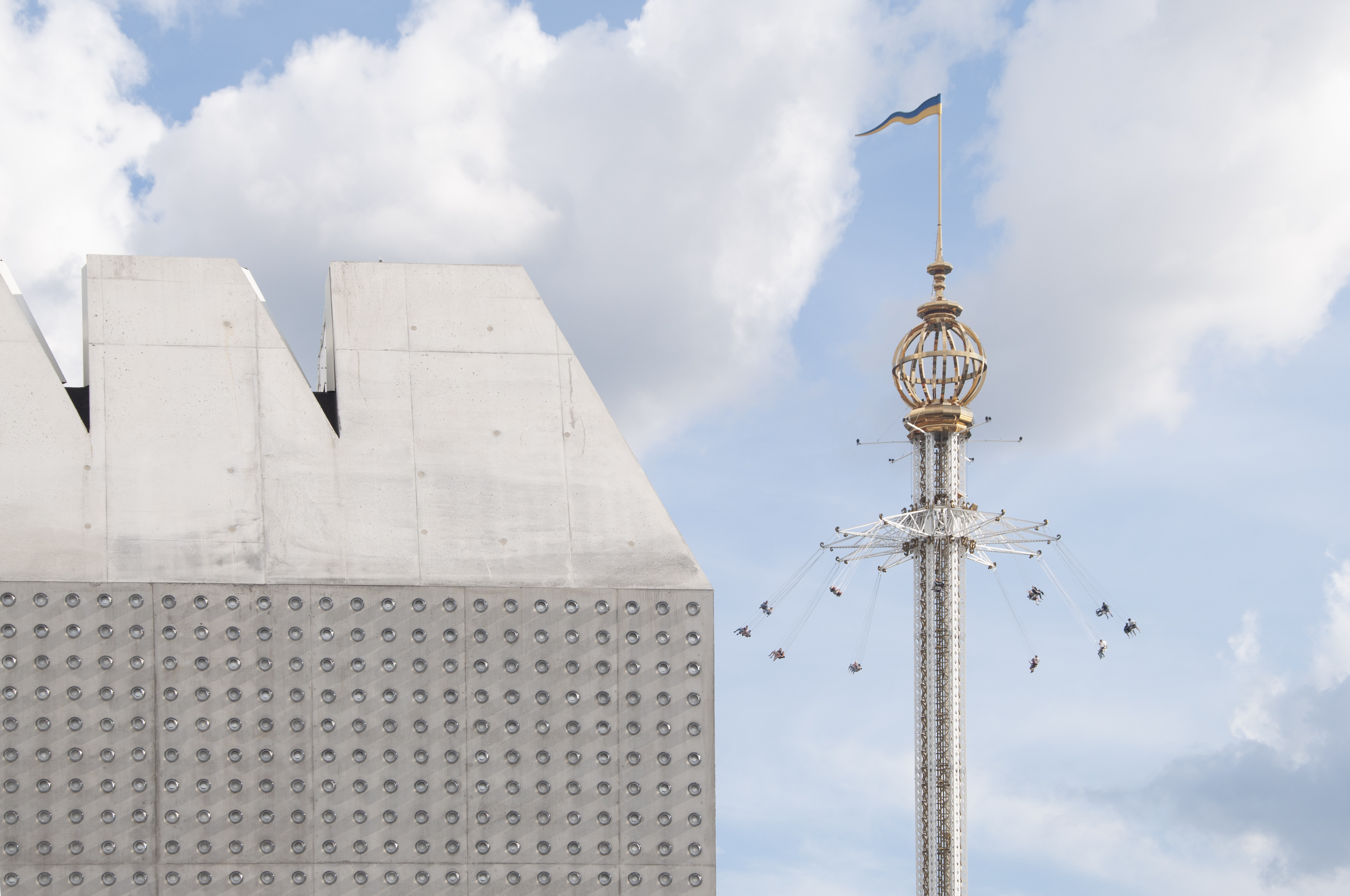